# Cima Cadini
La Cima Cadini, Napfspitze in tedesco, è una cima delle Alpi Orientali, dei Monti di Fundres, di 2.888 metri, situato fra la Val di Fundres e la Valle della Pipa, vicino al Passo Ponte di Ghiaccio, dove si trova il Rifugio Ponte di Ghiaccio.

## Salita
Generalmente si affronta salendo anche la vicina Cima della Pipa. Si parte dal Lago di Neves, si percorre tutta la Valle della Pipa fino al Rifugio Ponte di Ghiaccio (2545 m): con ripido sentiero segnato (segnavia 26) si sale nella boscaglia di conifere per poi passare su pascoli solcati da limpidi torrenti. Guadagnando quota la vegetazione lascia il posto a vaste e sconnesse pietraie; nel settore superiore il tracciato si porta sulla sinistra orografica del valloncello sino a raggiungere la pronunciata sella dell'Eisbruggjoch (Passo Ponte di Ghiaccio – 2545 m– ore 2,30 dalla partenza) ove sorge l'omonimo rifugio. Si supera, con il segnavia n° 6, la cresta discendente dalla Cima della Pipa. La salita avviene per lo più tra pietraie e detriti instabili; il panorama si apre offrendo sulla sinistra uno scorcio sul lago artificiale di Neves mentre sulla destra occhieggia il lago Ponte di Ghiaccio. Resta visibile il sottostante rifugio sovrastato a nord dalla sagoma rocciosa della Piccola Punta Bianca, mentre a destra prosegue il crinale principale delle Alpi Aurine con le grandi vette del Mesule e della Cima di Campo. Nonostante il fondo sconnesso, le difficoltà restano basse e, nei pochi punti in leggera esposizione, è presente qualche fune metallica tutto sommato eccessiva considerato il tracciato largo ed evidente. Ad ore 1 dal rifugio rasentiamo la sommità della Cima della Pipa procedendo brevemente sino alla sella che la divide dalla vicina Cima Cadini. Si può da qui affacciarsi sul versante sud dove si osserva dall'alto i Bodenseen (Laghi del Passo). Restano gli ultimi 10 minuti di sentiero prestando particolare attenzione all'esile cresta finale, piuttosto esposta sulla destra, sino alla sommità della Cima Cadini (ometto di pietre in cima) da dove si scorge l'imponente sommità del Gran Pilastro, la vetta della Punta Bianca e il vasto bacino glaciale racchiuso tra la Cima di Campo e il Mesule. La salita richiede all'incirca ore 3,30 complessive; il rientro avviene a ritroso.